# 46 Leonis Minoris
46 Leonis Minoris (Praecipua, 46 LMi) – najjaśniejsza gwiazda w gwiazdozbiorze Małego Lwa, znajdująca się w odległości około 104 lat świetlnych od Słońca.

## Nazwa
Gwiazda ta nosi nazwę własną Praecipua, nadaną jej przez Heweliusza, twórcę gwiazdozbioru Małego Lwa. Wywodzi się ona z łaciny i oznacza „naczelna”, co nawiązuje do jej najwyższej jasności w gwiazdozbiorze. Międzynarodowa Unia Astronomiczna w 2017 roku formalnie zatwierdziła użycie nazwy Praecipua dla określenia tej gwiazdy.

## Charakterystyka
Jest to olbrzym lub podolbrzym należący do typu widmowego K0. Ma temperaturę 4690 K, niższą niż temperatura fotosfery Słońca, emituje 32 razy więcej promieniowania. Pomiar interferometryczny ukazuje, że gwiazda ma promień równy 8,2 R☉. Masa tej gwiazdy to około 1,5 masy Słońca. W jądrze 46 Leonis Minoris zachodzą reakcje syntezy helu w węgiel, w przeszłości była białą gwiazdą ciągu głównego należącą do typu widmowego A.